# GO-gol
GO-gol est un opéra du compositeur français Michaël Levinas sur un livret de l'écrivain français Frédéric Tristan, créé en 1996 à Mulhouse. L'histoire s'inspire de la nouvelle de l'écrivain russe Nicolas Gogol, Le Manteau, de 1843.

## Historique
Commande de la ville de Massy et de la Fondation Beaumarchais, GO-gol est le premier opéra composé par Michaël Levinas, sur un livret traduit et adapté par Frédéric Tristan qui suit le récit de la nouvelle originelle. 
GO-gol est créé le 21 septembre 1996 à La Filature de Mulhouse lors du Festival Musica de Strasbourg sous la direction du chef français Pascal Rophé avec l'Orchestre de Montpellier et mis en scène par Daniel Mesgich. L'ouvrage est repris l'année suivante à l'Opéra de Montpellier. La mise en scène de la première montre le personnage principal comme une marionnette au bout de fils qui le contrôlent.

## Description
GO-gol est un opéra en deux actes d'une durée d'environ deux heures.
La partition de l'opéra est augmentée avec de l'informatique musicale et des dispositifs électroniques de modulation du son.

### Rôles
| Rôle                            | Voix          | Créateur |
| ------------------------------- | ------------- | -------- |
| Akaki                           | haute-contre  |          |
| Le tailleur                     | baryton       |          |
| L'épouse du tailleur            | mezzo-soprano |          |
| La logeuse                      | haute-contre  |          |
| Le policier                     | baryton       |          |
| Commissaire 1                   | baryton       |          |
| Commissaire 2                   | baryton       |          |
| Chœur mixte, chœur de 17 hommes |               |          |

### Résumé
Akaki est un fonctionnaire (copiste) d'un ministère en Russie, moqué par ses collègues en raison de son manteau vieux et usé, auquel il tient pourtant. Il en rachète finalement un malgré son manque d'argent, mais se le fait voler par trois voyou. Il tombe malade et meurt et, revenant en tant que fantôme, il se venge sur les passants.

### Orchestration
- Vents : 3 flûtes, 3 clarinettes, 1 basson, 1 contrebasson ;
- cuivres : 1 saxophone baryton, 4 cors, 4 trompettes, 1 trompette basse, 1 trombone, 2 tubas ;
- percussions : 3 percussionnistes ;
- autre : 1 accordéon, 2 pianos, 6 synthétiseurs ;
- cordes : 16 violons, 10 violoncelles, 2 contrebasses à 5 cordes, 6 contrebasses.